# جانگ وون یونگ
جانگ وون یونگ (کره‌ای: 장원영؛ زادهٔ ۳۱ اوت ۲۰۰۴) که با نام وون‌یونگ (انگلیسی: Wonyoung) شناخته می‌شود، خواننده و مدل اهل کره جنوبی است. او یکی از اعضای گروه دخترانه آیو زیر نظر استارشیپ انترتینمنت است و قبلاً عضو گروه دخترانه آیز*وان بود که از طریق برنامه واقع‌نمای رقابتی شبکه ام‌نت به نام پرودوس ۴۸ (۲۰۱۸) تشکیل شد و در آنجا به جایگاه اول دست یافت.

## اوایل زندگی
جانگ وون یونگ زادهٔ ۳۱ اوت ۲۰۰۴ در سئول، کره جنوبی است. وون‌یونگ یک خواهر بزرگتر دارد که او هم آرتیست استارشیپ انترتینمنت است.

## فیلم‌شناسی

### برنامه تلویزیونی
| سال  | عنوان     | نقش        | توضیحات                | منابع |
| ---- | --------- | ---------- | ---------------------- | ----- |
| ۲۰۱۸ | پرودوس ۴۸ | شرکت کننده | به جایگاه اول دست یافت | [ ۴ ] |

### میزبان
| سال       | عنوان                          | توضیحات                              | منابع  |
| --------- | ------------------------------ | ------------------------------------ | ------ |
| ۲۰۲۱–۲۰۲۳ | بانک موسیقی                    | به همراه پارک سونگ هون و لی چه مین   | [ ۵ ]  |
| ۲۰۲۱      | جوایز آرتیست آسیا              | به همراه لیتوک                       | [ ۶ ]  |
| ۲۰۲۱      | جشنواره آهنگ کی‌بی‌اس            | به همراه آرین، سوبین و پارک سونگ هون | [ ۷ ]  |
| ۲۰۲۲      | جوایز آرتیست آسیا              | به همراه لیتوک                       | [ ۸ ]  |
| ۲۰۲۲      | جشنواره آهنگ کی‌بی‌اس            | به همراه کیم شین یونگ و نا این وو    | [ ۹ ]  |
| ۲۰۲۳      | ۲۰۲۳ کی‌کان ال‌اِی                | در اولین کنسرت جمعه شب               | [ ۱۰ ] |
| ۲۰۲۳      | هشتمین جوایز آرتیست آسیا       | به همراه کانگ دنیل و سونگ هان بین    | [ ۱۱ ] |
| ۲۰۲۳      | جشنواره جهانی بانک موسیقی ۲۰۲۳ | به همراه رو وون                      | [ ۱۲ ] |
| ۲۰۲۴      | نهمین جوایز آرتیست آسیا        | به همراه سونگ هان بین                | [ ۱۳ ] |

### موزیک ویدئو
| سال                                 | عنوان              | کارگردان                      | مدت                | منابع              |
| تک‌آهنگ‌های تبلیغاتی                  | تک‌آهنگ‌های تبلیغاتی | تک‌آهنگ‌های تبلیغاتی            | تک‌آهنگ‌های تبلیغاتی | تک‌آهنگ‌های تبلیغاتی |
| ----------------------------------- | ------------------ | ----------------------------- | ------------------ | ------------------ |
| «بلو اند بلک» (به همراه لیسو، آرین) | ۲۰۲۲               | چوی یونگ جی (پینک‌لیبل ویژوال) | ۳:۳۷               | [ ۱۴ ]             |

### حضور در موزیک ویدئو
| سال  | نام آهنگ          | آرتیست         | منابع         |
| ---- | ----------------- | -------------- | ------------- |
| ۲۰۱۸ | «لاو ایت لاو ایت» | وای‌دی‌پی‌پی      | [ ۱۵ ]        |
| ۲۰۲۱ | «Zero:Attitude»   | سویو x آیز*وان | [ ۱۶ ] [ ۱۷ ] |

## جوایز و نامزدی‌ها
| مراسم جوایز           | سال  | دسته                                      | نامزد / اثر   | نتیجه    | منابع  |
| --------------------- | ---- | ----------------------------------------- | ------------- | -------- | ------ |
| جوایز سرگرمی کی‌بی‌اس   | ۲۰۲۱ | جایزه بهترین زوج (به همراه پارک سونگ هون) | بانک موسیقی   | برنده    | [ ۱۸ ] |
| جوایز سرگرمی کی‌بی‌اس   | ۲۰۲۱ | جایزه تازه‌کار در دسته‌بندی شو/ورایتی       | بانک موسیقی   | نامزدشده | [ ۱۹ ] |
| جوایز امید جوانان کره | ۲۰۲۲ | جایزه امید جوانان کره (سرگرمی)            | جانگ وون یونگ | برنده    | [ ۲۰ ] |